# 兵頭二十八
兵頭 二十八（ひょうどう にそはち、本名: 斉藤 浩、1960年 - ）は、日本の軍事評論家、軍学者、退職自衛官。最終階級は陸士長。学位は修士（工学）（東京工業大学）。

## 来歴
長野県長野市出身。1979年、長野県長野吉田高等学校普通科卒業。1982年、陸上自衛隊東部方面隊に任期制・二等陸士で入隊。北部方面隊第2師団第2戦車連隊本部管理中隊に配属。1984年3月、1任期満了除隊。除隊時階級陸士長。
同年4月、神奈川大学外国語学部英語英文科に入学。1988年3月、同卒業。神奈川大学在学中に江藤淳（当時東京工業大学教授）の著作に感動。江藤に手紙を書き、直々に電話を貰う。以後、幾度かの文通を経て江藤の元を訪ね知遇を得る。
1988年4月、東京工業大学大学院理工学研究科社会工学専攻博士前期課程に入学。以後2年間江藤淳の薫陶を直に受ける。在学中に戦車マガジン（後のデルタ出版）でアルバイトを始める。
1990年3月、同大学院修了。修士（工学）。4月、アルバイト先の戦車マガジンにそのまま入社。1992年11月、株式会社戦車マガジンを退職。1993年テレビ番組制作会社、税理士向け出版物の編集部門などへ転職を繰り返す。「ゴルゴ13」の原作公募に佳作入賞。
1994年、生涯学習研究所、校正、翻訳などのアルバイトを経て、フリーター兼フリーライターとなる。
2009年6月 - 民間による安全保障政策の推進を目的とした、｢日本安全保障倫理啓発機構(JSEEO)｣の設立を呼び掛け、同設立準備室代表を務める。
同年8月、「日本安全保障倫理啓発機構」創設記念講演会にて講演。司会は奥山真司。
2010年2月6日、「日本安全保障倫理啓発機構｣成立大会で設立準備室代表を辞任し、一会員の立場となる。同機構は当大会にて発足したが、同年中に活動を停止した。

## 主張
核武装論の提唱や旧日本軍兵器の性能の再検討など、独自の切り口からの軍学研究・軍事評論で知られる。その他の保守系論壇誌にも頻繁に登場し、講演もおこなっている。政治活動としては、政治団体維新政党・新風の講師を行っている。軍事（に限らずあらゆる分野）の問題について、解決のための論理を正しくあらしめるためには、軍事的（ないし当該分野の）専門知識だけでは全く不充分で、世界や社会・人間についての有り様を総体的にとらえた上で思考せねば単純で身近な軍事的問題の解も求め得ないとの立場から、スペシャリストとしての「軍事評論家」ではないと主張し、ゼネラリストとして「軍学者」を自称する。

### 核武装
“軍事的合理性”という観点から日本国の核武装の必要性を主張している（核武装論）。アメリカの「核の傘」によって核抑止は事実上成立しているという議論や、アメリカと核兵器のシェアリングをすれば足りるという主張（日米共同核保有論）に対しては、アメリカが自国が核攻撃されるリスクを犯してまで日本の代わりに核報復をしてくれることは考えにくく、成立しがたいと反論している。
兵頭は、日本に対し核ミサイルの照準を合わせ、精力的な工作を展開している中国を現時点での最大脅威と見ている。中国の都市人口は増え続けており、特に指導的エリート層は北京、上海などに集中しているため、対中核抑止は充分成り立つと主張している。
核武装の具体的な方法は著書『ニッポン核武装再論』で詳述されている。敵からの核攻撃への対応・防備に関しては、都市の不燃化及び核シェルターを兼ねた地下駐車場の整備などを提案している。
北朝鮮の核開発については、2006年3月21日の『兵頭二十八の放送形式』にて「北朝鮮は１発の核爆弾も持っていない」「米国要路は、北朝鮮が原爆をもっていないことはリアルなインフォメーションとして先刻承知です」と断言していた。しかし、その半年後の10月9日に、北朝鮮は初の核実験を咸鏡北道吉州郡豊渓里で実施した。

### ミサイル防衛
日本政府が導入しようとしている「日本版弾道ミサイル防衛（BMD）」構想はまったく無益であると断じている。兵頭はマッハ20で飛来するミサイルを撃墜するなど技術的にも不可能であると評価し、BMD構想は日本の核武装を阻み、かつBMD実現化の費用と技術を日本から奪おうとするアメリカの策謀であるとしている。

### 憲法
現在有効とされている日本国憲法は国際法上無効であり、かつ「日本国憲法」を貫く精神は日本人の国防意識に甚大な悪影響を与えるものだとして、「改憲」でも「護憲」でもない「無効憲法の破棄宣言」及び新憲法の制定を政府に求めている。
連合軍占領下の西ドイツが「新憲法の制定」の命令を断固拒否して、代わりに「西ドイツ基本法」を制定したのに比べ、戦後の日本ではドイツでもイラクでもありえない多数の「土下座主義者」「自主的密告者」が発生し、押し付け憲法を受け入れてそのまま廃棄もしてこなかったのは、平和主義ではなく単に強者に媚びているだけだと批判している。
日本の町人は、拉致された自国民を武力で取り戻そうともしない卑怯な態度では、状況が激変すればたちまち排外フーリガンと化すだろうと指摘、日本の近代は武士道の延長の上にしかありえないと主張している。

### 靖国神社
靖国神社には戊辰戦争で官軍側として戦死した無名の下級兵卒が祀られておらず、その後の戦役においても合祀の基準が明確でないことから、靖国を全国民的な愛国顕彰施設とするためには霊璽簿によって戦死者が合祀される方式を改める必要があると主張している。

### 文民統制
戦前の日本政府が軍部を統制できなくなったのは統帥権問題の他に、外国には必ずある政府直属の武装警察が日本には存在せず、政府に逆らう軍人を文民の武力で抑止できなかった（文民統制欠如）からだと主張している。

### 侵略の定義
別宮暖朗（歴史評論家）の影響を受け、侵略国とは「作戦計画に基づいて先制攻撃をかけた側」としている。大日本帝国も批准したパリ不戦条約に違反したかどうかが問題であり、「戦場がどこか」「民族自決の大義」などでは判定されないと論じている。
上記の論理から、1931年以降の日本軍の先制攻撃で始まった満州事変、太平洋戦争は日本の侵略だと述べている。1937年8月の支那事変については、蔣介石・中華民国による侵略であり、まず非難されるべきは中国側の重大な条約無視であると主張している。ただし、満州事変停戦後の日本側による一連の北支分離工作も非難し、それが中国側の怒りを招いたと指摘している。また、ここで言う「侵略」はあくまで先攻側という意味で、事の善悪とは無関係な定義だとしている。
真珠湾攻撃を自衛とみなす日本の多くの論者は、侵略の定義を誤っていると主張している。

### 市民と町人の区別
古代ギリシャ、ローマでは「市民」とは重装歩兵として戦争に行く人々のことであり、戦争に行く義務が無い人々は奴隷と呼ばれていたこと、中世西洋の城塞都市では城壁防護が市民の義務であった事を指摘している。一方で日本の大都市の町人は、戦争は武士がやるものと考えており、自分の権利を戦い守るという発想自体がないことが、戦後の「マック憲法」を無効にできない大きな原因であると主張している。

### 対主権者直接アプローチ
彼が修士論文以来、一貫して主張している思想の根幹とも言える物である。民主国家では選挙権を持つ一般市民が政策に影響力を持っているが、独裁国家では独裁者とごく一部のパワーエリートだけが主権者になると判断している。朝鮮戦争やベトナム戦争で圧倒的軍事力を持つアメリカが勝てなかったのは、末端の兵隊ばかり殺して独裁国家の「主権者」に脅威を与えなかったからだと指摘、軍事力は仮想敵の主権者に打撃を与えられるものでないと抑止力とはならないと主張している。

### 旧軍兵器の再評価
日本の兵器研究が設計者の自画自賛や洋書の翻訳ばかりなのを問題視し、特に戦後は一方的に否定されてきた旧陸軍兵器をいち早く冷静に再評価している。
司馬遼太郎やNHKが徹底的に批判する三八式歩兵銃は、実際は発射時の反動が優しくて命中率が高く、威力もじゅうぶんある名銃と評価している。九二式重機関銃も性能は一見旧式兵器に見えるが、実際は世界最優秀の遠距離狙撃兵器だったため日本軍は米英ソ中と戦い続ける事ができた、と指摘している。
また司馬の「日本軍は戦車で避難民を轢き殺すつもりだった」説に対しても、「当時の戦車は、長距離移動では時速10km程度しか出せなかったのだから轢き殺される避難民などいない」と正面から否定している。
宗像和弘らとの共著『並べてみりゃわかる第二次大戦の空軍戦力』では、「艦載機は本質的に陸上機より性能が劣る」、「空冷エンジンよりも液冷エンジンの方が空戦でははるかに有利」など当時では斬新な主張を行い、日本での第二次大戦機に関する常識を一変させた。現在の模型誌などで盛んに行われている旧軍兵器の再評価の先駆けとなる多くの考究を行っている。

### 近代主義への批判
兵頭は、明治維新と同時に示された「五箇条の御誓文」は、現在の目から見ても極めて公正で開明的なものであったが、その後につくられた教育勅語では、「身内」と「他者」をあからさまに区別して、「法の平等」及び他者に対しての「説明責任」、「公的な約束を守る事」を事実上否定していたと評価している。
その「教育勅語で育った世代」が日本の中枢を占めるようになると、長期的な日本の国益や信用、国際条約を守ることよりも、次第に「身内」の利益が優先されるようになり、最終的に「最強の中立国アメリカ」に先制軍事攻撃をしかけ、危うく日本が共産勢力に占領される寸前になるほどの大惨敗を喫したのに、「米英の経済制裁が悪い」、「ユダヤの陰謀」などと都合の悪い事を他者のせいにする意見が多いのは問題だ、と論じている。
今こそ「シナ儒教に基づく不平等な教育勅語」を捨て、五箇条の御誓文の精神に立ち返るべきだと主張している。

### 評論
兵頭は、日本には太古の昔から「他人を理屈でもって公然と批判する」文化は存在せず、フランスにおいて社会的地位を確立した「評論家」という存在は、日本ではおしなべてその紹介者である小林秀雄の系譜・ないし亜流に属すると唱え、それとは全く異なる日本独自の評論活動の系譜として山鹿素行、由井正雪らを挙げ、それらと基本構造を同じくするものとしての「兵頭流軍学」の体系化に尽力している。

### 反日プロパガンダ
兵頭は、特定アジア勢力およびそのシンパによる英語インターネット圏に流布する「反日プロパガンダ」が諸外国の「侮日」を招来し、日本国の生存を危うくさせる域にまで達していると判断している。
従来の保守派は国内だけで反日勢力と論争していたが、反日プロパガンダは既に諸外国に対して大々的に行われており、この状況を打開する必要があるとしている。

## 講演
- 1997年9月『東大オタク学講座』岡田斗司夫主催、11講ゲスト講師
- 2000年7月『ディフェンス・レビュー・フォーラム』主催講演会で講演
- 2005年12月「プロパガンダの時代～如何にして日本の主張を世界に発信するか～」早稲田大学國策研究會主催
- 2009年3月7日「顕在化する日本の危機」古書・軍学堂主催[7]
- 2009年8月29日「日本安全保障倫理啓発機構(JSEEO)」創設記念講演会

## 著作

### 単著
- 『日本の陸軍歩兵兵器』（銀河出版、1995年）
- 『日本の防衛力再考』（銀河出版、1995年）
- 『ヤーボー丼――いかにして私たちはくよくよするのを止め、核ミサイルを持つか』（銀河出版、1997年）
- 『たんたんたたた――機関銃と近代日本』（四谷ラウンド、1998年／光文社〈光文社NF文庫〉、2009年）
- 『有坂銃――日露戦争の本当の勝因』（四谷ラウンド、1998年／光文社NF文庫、2009年）
- 『日本海軍の爆弾――大西瀧治郎の合理主義精神』（四谷ラウンド、1999年／光文社NF文庫、2010年）
- 『武侠都市宣言！――戦後「腐れ史観」を束にして斬る』（四谷ラウンド、2000年）
- 『「日本有事」って何だ――「超カゲキ」vs「常識」問答』（PHP研究所、2000年）
- 『軍学考』（中央公論新社・中公叢書、2000年）
- 『日本のロープウェイと湖沼遊覧船』（教育システム、2000年）
- 『パールハーバーの真実――技術戦争としての日米開戦』（PHP研究所、2001年／PHP文庫、2005年）
- 『「新しい戦争」を日本はどう生き抜くか』（ちくま新書、2001年）
- 『地獄のX島で米軍と戦い、あくまで持久する方法』（四谷ラウンド、2001年）
- 『日本人のスポーツ戦略――各種競技におけるデカ／チビ問題』（四谷ラウンド、2002年）
- 『沈没ニッポン再浮上のための最後の方法――軍学者が語る！』（PHP研究所、2002年）
- 『学校で教えない現代戦争学――文民のための軍事講座』（並木書房、2002年）
- 『「戦争と経済」のカラクリがわかる本――アングロサクソン「常勝」の秘密』（PHP研究所、2003年）
- 『ニュースではわからない戦争の論理』（PHP研究所、2003年）
- 『ニッポン核武装再論――日本が国家としてサバイバルする唯一の道』（並木書房、2004年）
- 『あたらしい武士道――軍学者の町人改造論』（新紀元社、2004年）
- 『精解五輪書――宮本武蔵の戦闘マニュアル』（新紀元社、2005年）
- 『日本有事――憲法を棄て、核武装せよ！』（PHP研究所、2006年）
- 『日本の戦争Q&A――兵頭二十八軍学塾』（光人社、2008年）
- 『逆説・北朝鮮に学ぼう！――ヘタレの日本に明日はない―』（並木書房、2008年）
- 『予言・日支宗教戦争――自衛という倫理』（並木書房、2009年）
- 『もはやSFではない無人機とロボット兵器――エコ軍備の最前線』（並木書房、2009年）
- 『「自衛隊」無人化計画――あんしん・救国のミリタリー財政出動』（PHP研究所、2009年）
- 『近代未満の軍人たち――兵頭二十八軍学塾』（光人社、2009年）
- 『「グリーンミリテク」が日本を生き返らせる！』（メトロポリタンプレス、2010年）
- 『大日本国防史――歴代天皇戦記』（並木書房、2011年）
- 『極東日本のサバイバル武略』（並木書房、2011年）
- 『日本人が知らない軍事学の常識 』（草思社、2012年／草思社文庫、2014年）
- 『新解函館戦争――幕末箱館の海陸戦を一日ごとに再現する』（元就出版社、2012年）
- 『北京は太平洋の覇権を握れるか　―想定・絶東米中戦争 ―』（草思社、2012年）
  - 『北京が太平洋の覇権を握れない理由』草思社文庫、2014年） - 改題
- 『「日本国憲法」廃棄論　―まがいものでない立憲君主制のために―』（草思社、2013年／草思社文庫、2014年）
- 『「戦争と経済」のカラクリがわかる本　―アングロサクソン「常勝」の秘密―』（PHP研究所、2013年）
- 『兵頭二十八の農業安保論』（草思社、2013年）
- 『兵頭二十八の防衛白書2014』（草思社、2014年）
  - 『兵頭二十八の防衛白書2015』（草思社、2015年）
  - 『兵頭二十八の防衛白書2016』（草思社、2016年）
- 『人物で読み解く「日本陸海軍」失敗の本質』（PHP研究所〈PHP文庫〉、2014年）
- 『こんなに弱い中国人民解放軍』（講談社〈講談社+α新書〉、2015年）
- 『アメリカ大統領戦記1775-1783――独立戦争とジョージ・ワシントン1』（草思社、2015年）
  - 『アメリカ大統領戦記1775-1783――独立戦争とジョージ・ワシントン2』（草思社、2017年）
- 『「地政学」は殺傷力のある武器である。』（徳間書店、2016年）
- 『日本の武器で滅びる中華人民共和国』（講談社〈講談社+α新書〉、2017年）
- 『日本の兵器が世界を救う――武器輸出より武器援助を！』（徳間書店、2017年）
- 『AI戦争論』（飛鳥新社、2018年4月）
- 『日本転覆テロの怖すぎる手口 スリーパー・セルからローンウルフまで』（PHP研究所〈PHP新書〉、2018年8月）
- 『日韓戦争を自衛隊はどう戦うか』（徳間書店、2019年4月）
- 『武器が語る日本史』（徳間書店、2019年10月）
- 『日本史の謎は地政学で解ける』（祥伝社〈祥伝社黄金文庫〉、2020年2月）
- 『封鎖戦――中国を機雷で隔離せよ！』（徳間書店、2020年8月）
- 『尖閣諸島を自衛隊はどう防衛するか――他国軍の教訓に学ぶ兵器と戦法』（徳間書店、2021年）

### 共著
- （宗像和広）『陸軍機械化兵器』（銀河出版、1995年）
- （宗像和広）『日本の海軍兵備再考――なぜ帝国はアメリカに勝てなかったか？』（銀河出版、1995年）
- （宗像和広・三貴雅智・小松直之）『並べてみりゃ分かる第二次大戦の空軍戦力』（銀河出版、1997年）
- （小松直之）『イッテイ――13年式村田歩兵銃の創製』（四谷ラウンド、1998年）
- （小松直之）『日本の高塔――写真&イラスト』（四谷ラウンド、1999年）
- （宗像和広）『日本陸軍兵器資料集――泰平組合カタログ―ミリタリー・ユニフォーム8』（並木書房、1999年）
- （別宮暖朗）『戦争の正しい始め方、終わり方――小さな戦争が大きな戦争を食い止める…』（並木書房、2003年）
- （別宮暖朗）『技術戦としての第二次大戦――日本vs中ソ米英篇』（並木書房、2005年／PHP文庫、2013年）
- （籏谷嘉辰）『日本刀真剣斬り――陸軍戸山流で検証する』（並木書房、2006年）
- （中西輝政編）『「日本核武装」の論点　国家存立の危機を生き抜く道』（PHP研究所、2006年）
- （別宮暖朗）『大東亜戦争の謎を解く――第二次大戦の基礎知識・常識』（光人社、2006年）
- （別宮暖朗）『東京裁判の謎を解く───極東国際軍事裁判の基礎知識]』（光人社、2007年）
- （半藤一利,秦郁彦,前間孝則,鎌田伸一,戸髙一成,江畑謙介,福田和也,清水政彦）『零戦と戦艦大和』（文藝春秋、2008年）
- （太田述正）『属国の防衛革命』（光人社、2008年）

### 翻訳
- 『新訳孫子――ポスト冷戦時代を勝ち抜く13篇の古典兵法』（PHP新書、2008年／PHP文庫、2015年）
- 『新訳名将言行録――大乱世を生き抜いた192人のサムライたち』（PHP研究所、2008年／PHP文庫、2016年）
- 『新訳戦争論――隣の大国をどう斬り伏せるか』（PHP新書、2011年／PHP文庫、2016年）
- 『［新訳］フロンティヌス戦術論――古代西洋の兵学を集成したローマの覇道』（PHP研究所、2013年）

### 劇画原作
- （板橋しゅうほう）『ヘクトパスカルズ』（文藝春秋、1997年）
- （倉橋光男・時役佳二）『2011年日中開戦』（マガジン・マガジン、2008年）
- （小崎剛）『やっぱり有り得なかった南京大虐殺――1937年、日本軍は自衛戦争に立ち上がった』（マガジン・マガジン、2008年）

### 連載
- 『正論』「cross line」
- 『表現者』「近代未満の軍人たち」